# Escudo de Berlín
El escudo de la ciudad de Berlín tiene la siguiente descripción heráldica: En un campo de plata, un oso rampante de sable (negro) armado y linguado de gules (rojo). Al timbre, una corona de oro decorada con ocho florones del mismo metal, vistos cinco.
El origen de este símbolo es desconocido, aunque lo más probable es que se adoptase como homenaje al duque Alberto I de Brandenburgo, apodado el oso. También se afirma que este escudo podría aludir a la etimología popular del nombre de la ciudad, ya que en alemán Bär, pronunciado [ber], significa oso.
El oso se utiliza como símbolo del escudo de armas de Berlín desde 1709, antiguamente junto a las águilas de Brandeburgo y Prusia. Un oso aparece en sellos, monedas y anillos de sello desde finales del siglo XII (pero no como carga heráldica antes de 1709), presumiblemente debido a una asociación hipócrita con el nombre de la ciudad.

## Historia
El sello de Berlín más antiguo que se conserva y se conoce data del año 1253. Representa el águila de Brandeburgo desplegando sus alas en un arco en forma de trébol. El texto del sello es "Sigillum de Berlin Burgensium" (sello de los ciudadanos de Berlín). Supuestamente era el sello del primer alcalde de Berlín, Marsilius.

Un sello posterior, fechado en 1280, muestra osos como soportes del escudo de armas de Brandeburgo. El oso parece haber ganado popularidad durante el siglo XVII, con una representación temprana en un escudo de armas en un anillo de sello fechado en 1603, y fue adoptado como carga heráldica en 1709. El escudo ahora estaba dividido en tres partes, mostrando al oso debajo de las águilas de Brandeburgo y Prusia. El heraldo Adolf Matthias Hildebrandt diseñó en 1883 una serie de propuestas para un nuevo escudo de armas. Una de ellas era el oso rampante de plata simplificado con una corona mural en la cresta. Este se utilizó como escudo de armas menor a partir de 1920, y fue adoptado como el único escudo de armas de Berlín Occidental en 1954, mientras que Berlín Este continuó utilizando el diseño de 1935.

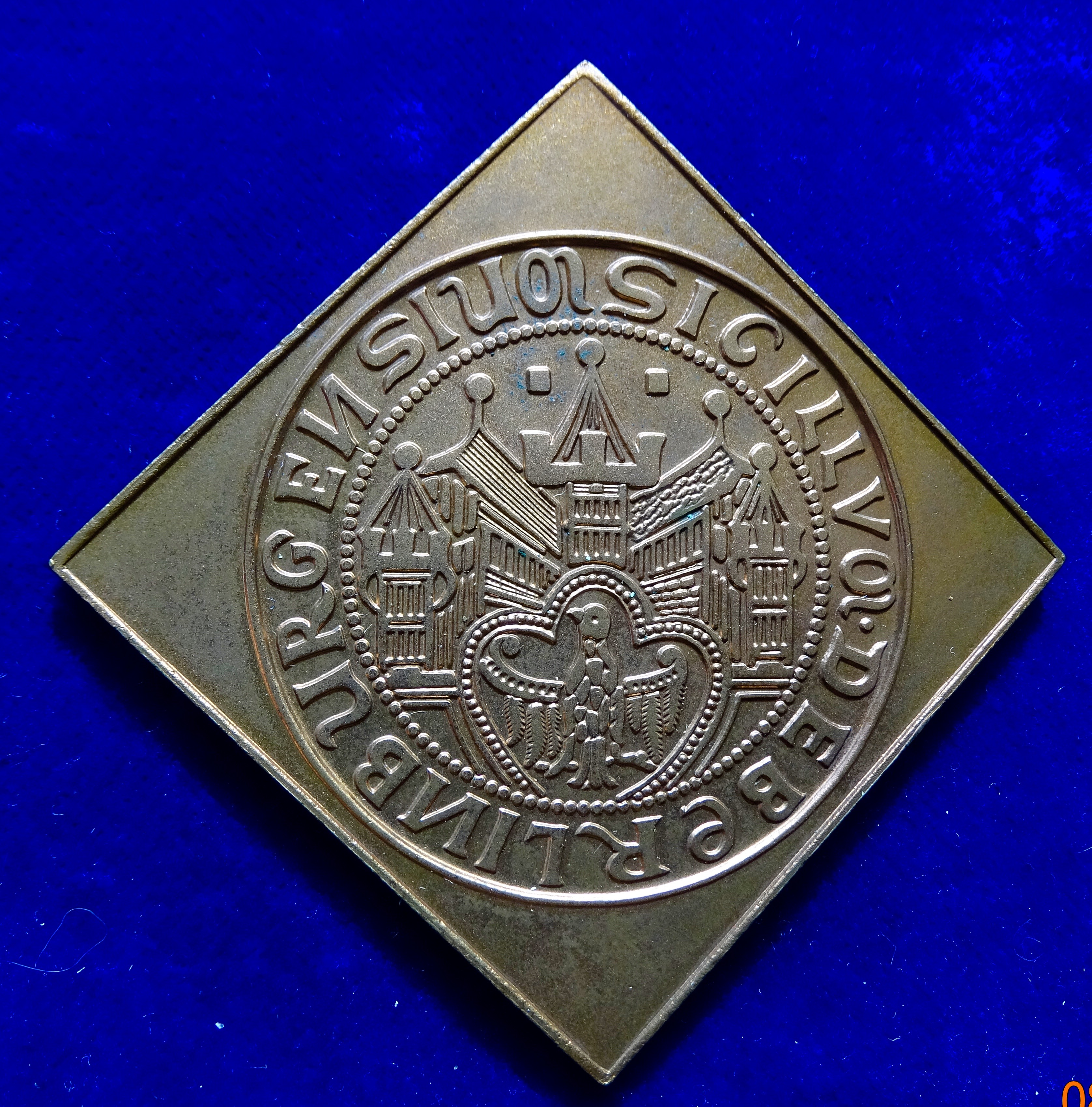
El sello de la ciudad de Berlín más antiguo conocido, de 1253, copiado en el anverso de una medalla Klippe por la Deutscher Kulturbund, la asociación cultural de la RDA.
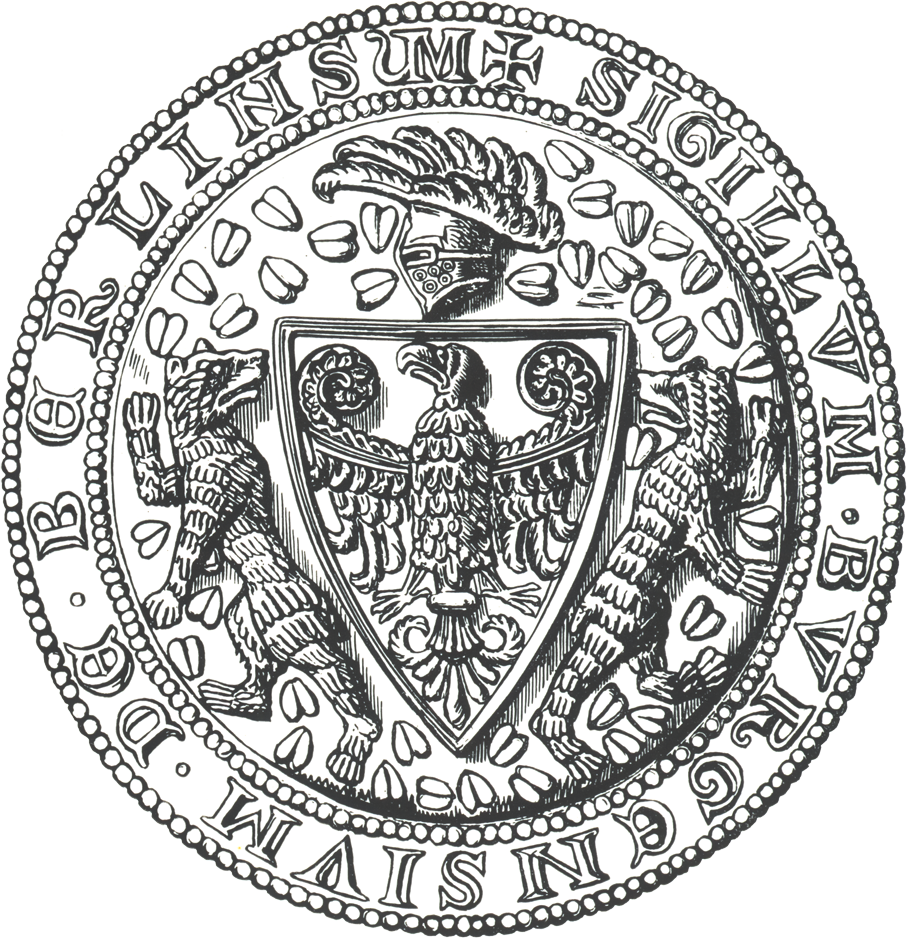
Sello del gremio de Berlín, 1280
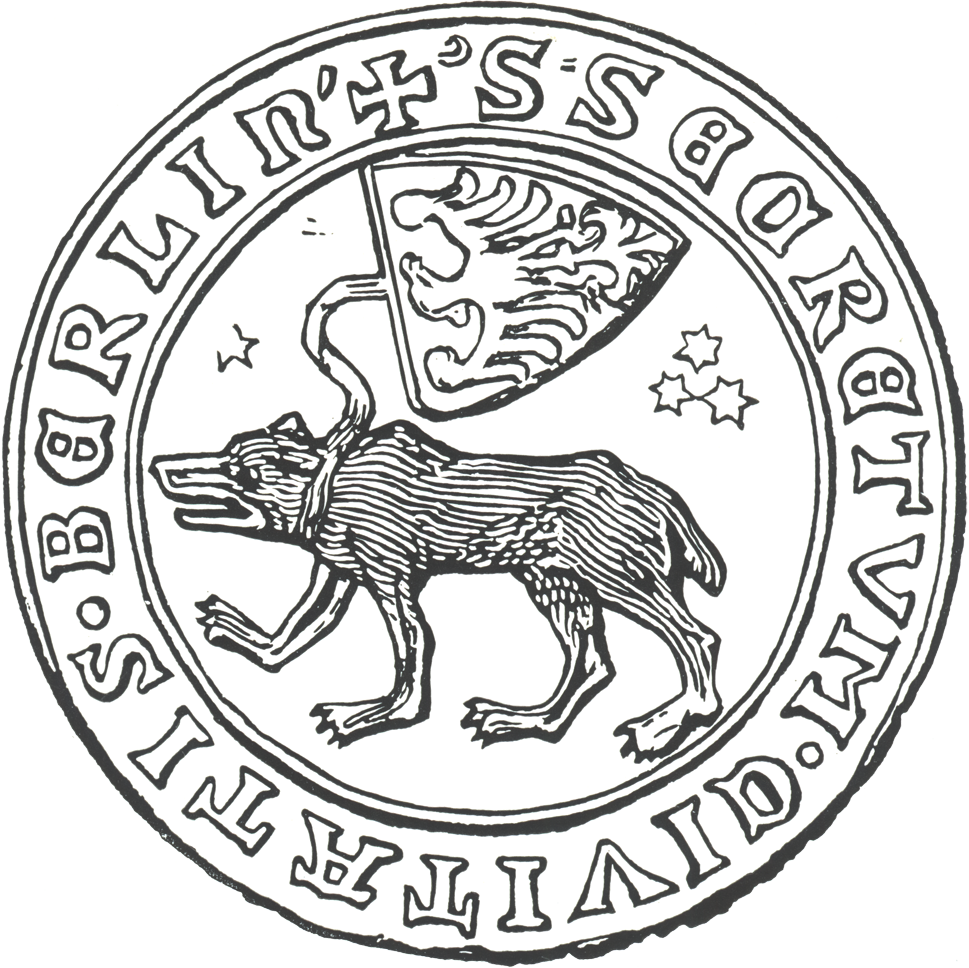
Sello de 1338
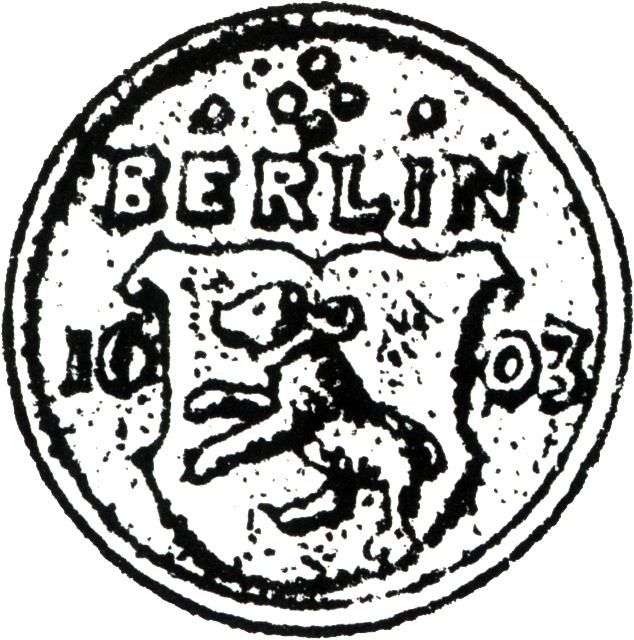
Anillo de sello de Berlín, 1603
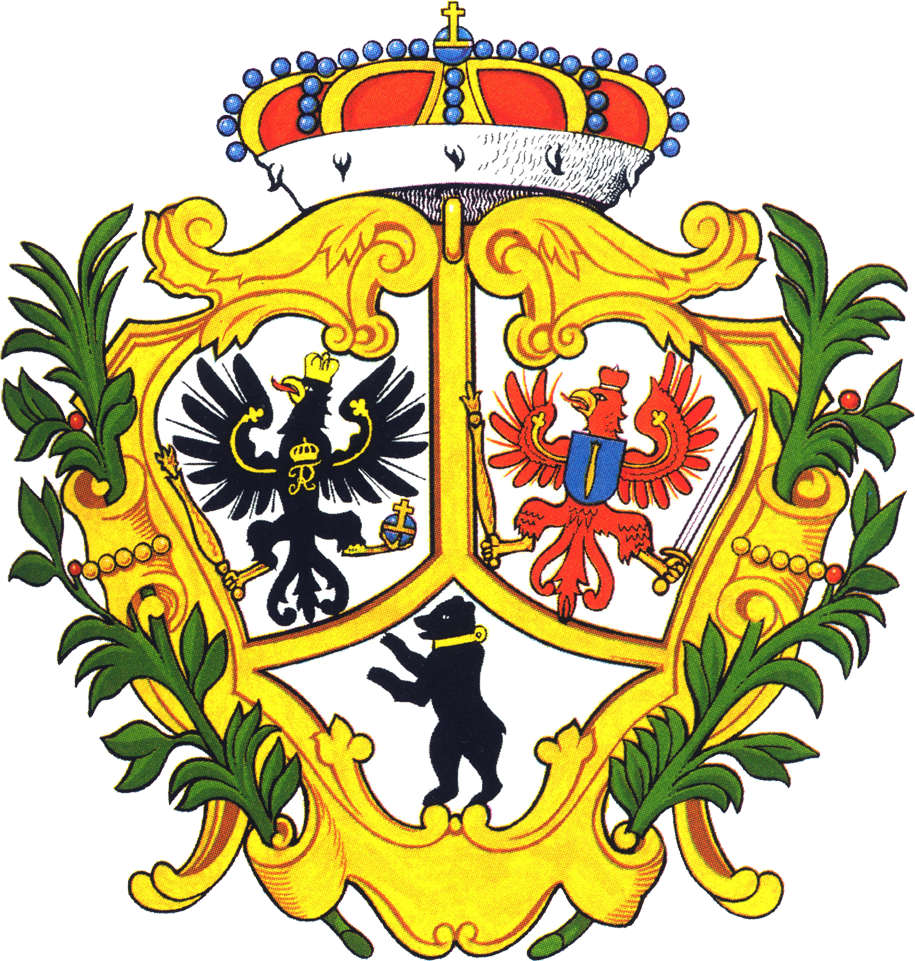
Escudo de armas de Berlín, 1709
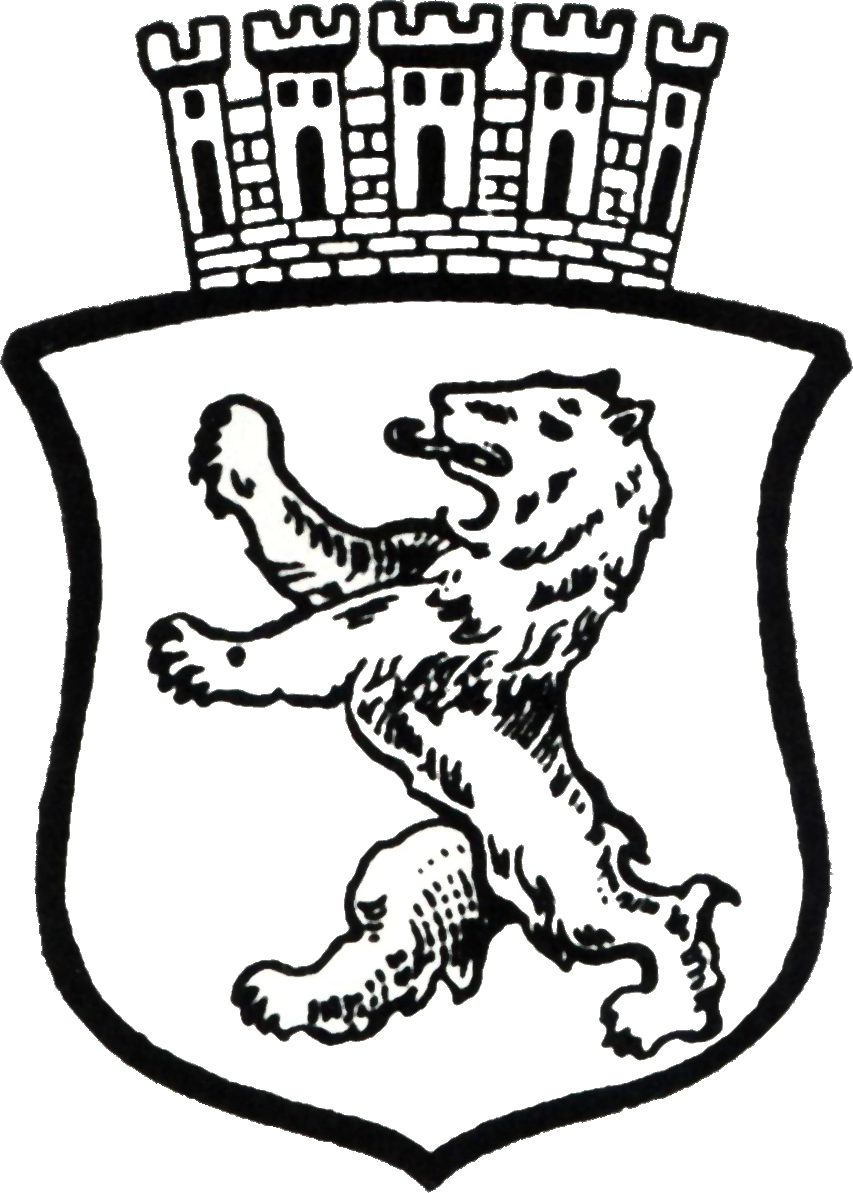
Escudo de armas menor (1883)
Escudo de armas de la ciudad de Berlín, según la versión de Hugo Gerhard Ströhl, Deutsche Wappenrolle, 1897
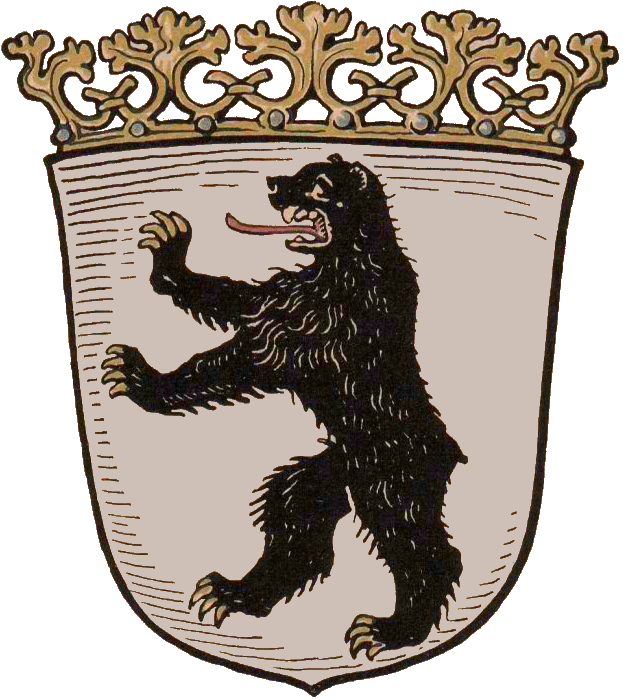
Escudo de armas del Gran Berlín 1920-1934
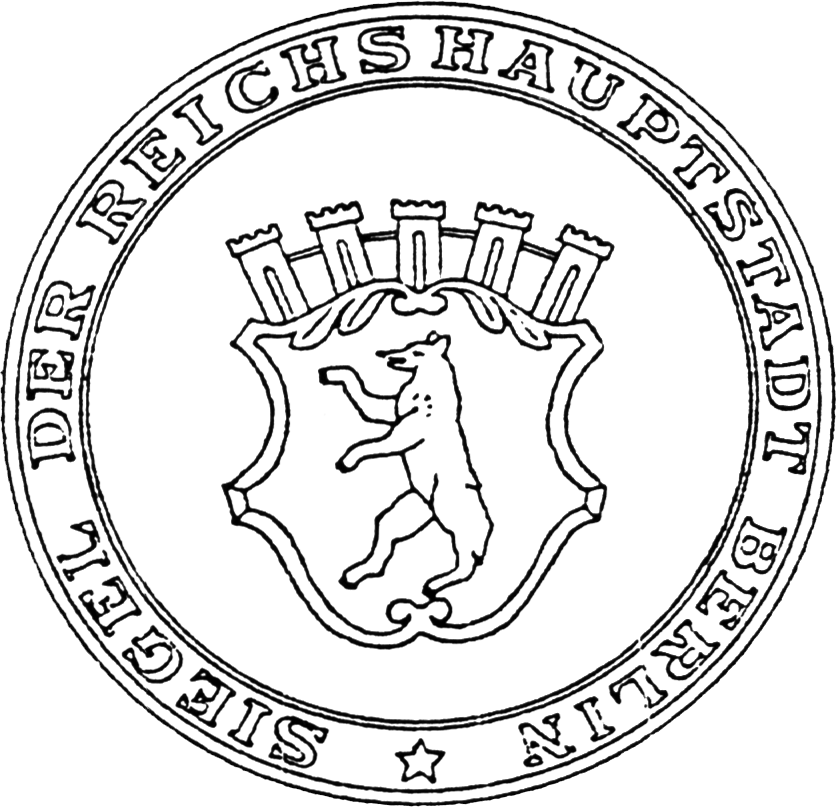
Sello de Berlín como capital de la República de Weimar
Escudo de armas 1935-1954 y de Berlín Este, 1954-1990.
Escudo de armas de Berlín Occidental, 1954-1990.

## Logo estatal

Logo estatal de Berlín

Para permitir a los civiles y a las instituciones no gubernamentales expresar su afinidad con Berlín, el Senado del Interior y de Deportes proporcionó un logotipo que presenta el escudo de armas sin la corona, en versiones en blanco y negro o en color.

## Estatus legal
El escudo de armas fue establecido en una ley de 1954:

§ 1 (1) El escudo de armas muestra sobre un escudo de plata (blanco) un oso negro rampante con lengua y garras de color rojo. Sobre el escudo reposa una corona de cinco hojas dorada, cuya tiara de ladrillo está provista de una puerta en el centro.
...
§ 4
Determinantes para el diseño del escudo de armas del estado, la bandera del estado... son los diseños, añadidos a esta ley.
Según el escudo de armas del estado, un diseño artístico está reservado para fines especiales.
Gobierno federal, Ley sobre los símbolos estatales del estado de Berlín del 13 de mayo de 1954 (GVBl. S. 289)

## Símbolo urbano
El oso llegó a ser utilizado como mascota de Berlín y las autoridades locales lo utilizaron casi en exceso, hasta el punto de que Hans Brendicke, editor de la revista de la Sociedad Histórica de Berlín, en 1896 observó la ubicuidad de los osos mal diseñados en Berlín. Un miembro de la Sociedad Histórica recopiló un total de 273 representaciones diferentes de osos en Berlín. En 1915, Hildebrandt volvió a quejarse de los excesos de variación en el oso, especialmente la desviación del matiz prusiano de negro sobre blanco.
El oso sigue siendo la mascota de la ciudad y en 2001 se convirtió en los llamados Berlin Buddy Bears, esculturas de osos de fibra de vidrio introducidas por primera vez en 2001 y que se utilizan para promover las cualidades de "tolerancia" y Weltoffenheit (cosmopolitismo) asociadas con la ciudad.